# Dogado
Dogado je bilo središte Mletačke Republike. Na njenom čelu nalazio se dužd. Dogado je obuhvaćao grad Veneciju (Mletke) i uski obalni pojas od Lorea do Grada, iako su se te granice kasnije protezale od Goroa na jugu, Polesinea i Padove na zapadu, Trevisa i Furlanije na sjeveru i ušća Soče na istoku.
Osim Venecije, glavnoga grada i de facto grada-države, uprava Dogada bila je podijeljena na devet manjih područja (počevši od sjevera): Grado, Caorle, Torcello, Murano, Malamocco, Chioggia, Loreo, Cavarzere i Gambarare (u Miri). Umjesto ranijih tribuna (koje je birao narod) i gastalda (koji su odgovarali duždu), tijekom Republike svako je od tih devet područja vodio patricij s titulom podestà, s izuzetkom Grada, na čijem je čelu bio grof.
Dogado je bila jedna od triju podjedinica Mletačke Republike, a preostale dvije bile su Stato da Màr (država môra) i Domini di Terraferma (kopnena područja).
Dogado je bio ekvivalent za Ducato (vojvodstvo), talijanske gradove-države koji su za razliku od Mletačke Republike imali vojvodu kao nasljednog poglavara države.